# 山直上村
山直上村（やまだいかみむら）は、かつて大阪府に存在した村である。村名の由来は、『和名抄』などに見られる郷名「山直」より。

## 歴史
- 1884年（明治17年）、南郡中村[1]が南郡山直中村に改称。
- 1889年（明治22年）4月1日、南郡包近村、山直中村、稲葉村、積川村が合併して、南郡山直上村が発足。大字稲葉に村役場を設置。
- 1896年（明治29年）4月1日、泉南郡が成立。
- 1935年（昭和10年）7月1日、泉南郡山直下村と合併して町制を施行。泉南郡山直町となる。

## 交通

### 道路
- 牛滝街道